# إي. في. لونغ
إي. في. لونغ (بالإنجليزية: E. V. Long)‏ هو مدرب كرة سلة أمريكي، ولد في 11 يوليو 1885 في ماروا في الولايات المتحدة، وتوفي في 28 يناير 1941 في ويتشيتا في الولايات المتحدة.